# Dersú Uzalá
Dersú Uzalá (Дерсу Узала, Dersú Uzalá) es el título de un libro escrito por Vladímir Arséniev en el que narra sus viajes por la cuenca del río Ussuri en la parte más oriental de Rusia. Ahí conoció a Dersú Uzalá (ca. 1849-1908), un cazador del pueblo nanái, que sirvió como guía del grupo de expedición entre 1902 y 1907, salvándolos de morir de hambre y frío en varias ocasiones.
Dersú era nómada y animista, entablaba una relación con la naturaleza de igual a igual sin intentar imponerse como hacía la civilización occidental. Este libro está considerado en Rusia como un clásico.
En 1907, Vladímir Arséniev invitó a Dersú a vivir en su casa de Jabárovsk debido a la pérdida de visión que Dersú empezó a sufrir, por la que no podía seguir cazando. En la primavera de 1908, después de comprobar que le era muy difícil adaptarse a la vida de la ciudad, decidió regresar a la región de la que provenía. Dersú murió asesinado, según cuenta el libro, en el pueblo de Korfovski y enterrado en una tumba no identificada en la taiga rusa.

## Adaptaciones cinematográficas
"Dersú Uzalá" es, también, el título de una película de 1975 basada en el libro de Arséniev, de producción soviética y dirigida por el japonés Akira Kurosawa. Fue rodada durante 1974 en los escenarios naturales de la taiga siberiana que recorrieron Dersú y Arséniev, a pesar de que hacía mal tiempo para el rodaje. Ganó un Óscar en 1975 como «Mejor película de habla no inglesa»; así como el Gran premio en el Festival Internacional de Cine de Moscú y el David de Donatello a la mejor película del año. Ayudó a la difusión en Occidente del libro homónimo. Dersú fue interpretado por Maksim Munzuk y el capitán Arséniev por Yuri Solomin.
El libro había tenido otra adaptación cinematográfica en 1961, por el director Agasi Babayán.